# Кавернозни хемангиом
Кавернозни хемангиом, такође назван кавернозни ангиом, венска малформација или кавернома, је врста венске малформације услед ендотелне дисморфогенезе из лезије која је присутна при рођењу. Каверном у мозгу назива се церебрална кавернозна малформација или ЦЦМ. Упркос својој ознаци као хемангиом, кавернозни хемангиом је бенигно (али не и безопасно) стање, а не малигни тумор, јер не показује ендотелну хиперплазију. Абнормално ткиво узрокује успоравање протока крви кроз шупљине, или „каверне“. Крвни судови не формирају неопходне спојеве са околним ћелијама, а структурна подршка глатких мишића је отежана, што узрокује цурење у околно ткиво. Управо цурење крви (хеморагија) узрокује разне симптоме за које се зна да су повезани са овим стањем.

## Симптоми
Људи са овим стањем у мозгу могу, али и не морају, имати симптоме. Неке компликације стања су опасне по живот или узрокују велике поремећаје нормалног функционисања. Могу се јавити опасни напади услед компресије мозга, крварења унутар можданог ткива, проблема са видом, тешкоћа са говором или употребом речи, губитка памћења, атаксије или хидроцефалуса. Мање озбиљни симптоми могу укључивати главобоље и слабост или утрнулост у рукама или ногама, иако ови симптоми сами по себи не указују на то да особа има ово стање. У оку може изазвати поремећај или оштећење екстраокуларних мишића и оптичког нерва, што се може манифестовати као двоструки вид, прогресивна проптоза, смањена оштрина вида или друге промене вида. Може довести до делимичног или потпуног слепила. Када се стање јави у јетри, обично не изазива симптоме, али неки могу имати бол у горњем десном делу стомака, осећај пуноће након једења само мале количине хране, смањен апетит, мучнину или повраћање.
Код особа са церебралним кавернозним малформацијама око 50% има фокалне нападе, а 25% има фокалне неуролошке дефиците, у зависности од локације ЦЦМ.

## Презентација
Кавернозни хемангиоми могу настати скоро било где у телу где постоје крвни судови. Понекад се описују као да подсећају на малине због изгледа мехурастих каверни. За разлику од капиларних хемангиома, кавернозни могу бити опасни по живот и не регресирају.

### Узроци
Сматра се да је већина случајева кавернома конгениталних; међутим, могу се развити током живота. Иако не постоји дефинитиван узрок, истраживања сугеришу да генетске мутације узрокују стање. Конгенитални хемангиоми који се појављују на кожи познати су као васкуларни или црвени родни белези.
Познато је да се јављају фамилијарне церебралне кавернозне малформације. Мутације се могу наслеђивати аутозомно доминантно или се јављати спорадично. Генерално, сматра се да је фамилијарна болест одговорна за једну трећину до половину случајева. У САД, приближно 50% хиспанских пацијената са церебралним кавернозним малформацијама има фамилијарни облик. Насупрот томе, фамилијарни облик стања чини само 10 до 20% случајева код белаца. Разлог за ову разлику тренутно није познат.
Неколико гена – K-Rev интеракционо заробљена 1 (ССМ1), малкавернин (CCM2) и протеин програмиране ћелијске смрти 10 (ССМ3) – идентификовано је као гени са мутацијама за које се сматра да су повезане са овим лезијама. Ови гени се налазе на 7q21.2 (дуги крак хромозома 7), 7p13 (кратки крак хромозома 7) и 3q25.2-q27 (дуги крак хромозома 3), респективно. Ове лезије су детаљније размотрене на сајту Онлајн Менделово наслеђивање код човека – референтни бројеви су OMIM 116860, OMIM 603284 и OMIM 603285, респективно.

## Варијације

### Церебралне каверноме
Кавернозни хемангиоми који се налазе у мозгу или кичменој мождини називају се церебралним каверномима или чешће церебралним кавернозним малформацијама (ЦКМ), и могу се наћи у белој маси, али често граниче са можданом кором. Када дођу у контакт са кором, могу представљати потенцијално жариште напада за пацијента. За разлику од других кавернозних хемангиома, унутар малформације нема ткива, а њене границе нису инкапсулиране, што им омогућава да се временом мењају по величини и броју.
Постоје три типа церебралних кавернозних малформација. Спорадични тип се јавља у приближно 85% случајева и обично је присутан као једна лезија. Сматра се да настаје због хипотезе о „два погођена“ гена, у којој је један патогени алел погођен генетском варијантом, а други алел је погођен спорадичном мутацијом. 66% спорадичних ККМ се налази у можданим хемисферама, 20% у можданом стаблу, 6% у малом мозгу и 8% у базалним ганглијама или језгрима дубоко у мозгу. Фамилијарне ККМ чине 15% случајева и последица су мутација герминативне линије у генима које доводе до оштећења функције ендотелних ћелија и ангиогенезе. Фамилијарне варијанте ККМ се обично јављају са вишеструким лезијама. Трећи тип су ККМ изазване зрачењем, које настају услед интракранијалног зрачења. Фактори ризика за зрачењем изазване ККМ укључују интракранијално зрачење пре 10. године живота и високе дозе интракранијалног зрачења (изнад 3.000 центигреја (cGy)).

### Кавернозни хемангиом јетре
Кавернозни хемангиоми се погрешно називају најчешћим бенигним туморима јетре. Обично постоји једна малформација, али се код 40% пацијената могу јавити вишеструке лезије у левом или десном режњу јетре. Њихове величине могу се кретати од неколико милиметара до 20 центиметара. Они преко 5 цм се често називају џиновским хемангиомима. Ове лезије је боље класификовати као венске малформације.

### Кавернозни хемангиом ока
У оку је познат као орбитални кавернозни хемангиом и чешће се јавља код жена него код мушкараца, најчешће између 20 и 40 година. Ова неоплазма се обично налази унутар мишићног конуса, који је латерално од оптичког живца. Обично се не лечи осим ако пацијент нема симптоме. Оштећење вида настаје када је оптички живац компресован или су екстраокуларни мишићи окружени.

## Механизам
Постоји неколико познатих узрока кавернозних хемангиома, али неки случајеви су још увек непознати. Сугерисано је да радиотерапија која се користи за друга медицинска стања изазива кавернозне малформације код неких пацијената. Хемангиоми су резултат брзе пролиферације ендотелних ћелија и перицитичне хиперплазије, односно увећања ткива као резултат абнормалне деобе ћелија перицита. Патогенеза хемангиома још увек није схваћена. Сугерисано је да фактори раста и хормонски утицаји доприносе абнормалној пролиферацији ћелија. Кавернозни хемангиоми јетре се чешће дијагностикују код жена које су биле трудне. Као резултат тога, верује се да нивои естрогена могу играти улогу у учесталости кавернома јетре.
Генетске студије показују да су специфичне генске мутације или делеције узроци болести. Гени идентификовани за церебралне кавернозне хемангиоме (или малформације) су CCM1 (такође KRIT1), CCM2 (такође MGC4607, малкавернин) и CCM3 (такође PDCD10). Верује се да је губитак функције ових гена одговоран за церебралне кавернозне малформације. Штавише, такође се верује да је за појаву болести неопходна „друга мутација“. То значи да мутација у једном од два гена присутна на хромозому није довољна да изазове кавернозну малформацију, већ би мутација оба алела изазвала малформацију. Поред тога, истраживања хемангиома уопште су показала да је губитак хетерозиготности чест у ткиву где се хемангиом развија. Ово би потврдило да је за абнормалну ћелијску пролиферацију потребно више од једне алелне мутације. Показано је да KRIT1 делује као транскрипциони фактор у развоју артеријских крвних судова код мишева. CCM2 има преклапајућу структуру са CCM1 (KRIT1) и делује као скеласти протеин када се експресује. Оба гена су укључена у MAP3K3 и стога изгледа да су део истог пута.
Показано је да CCM2 изазива ембрионалну смрт код мишева. Коначно, показало се да ген CCM3 има сличну експресију као CCM1 и CCM2, што указује на везу у његовој функционалности. Од 2009. године ниједан експеримент није утврдио његову тачну функцију. Недостатак функције ових гена у контроли пролиферативног сигналног пута резултирао би неконтролисаном пролиферацијом и развојем тумора. Године 2018, теоретски је постављено да пролиферација ендотелних ћелија са дисфункционалним чврстим спојевима, које су под повећаним ендотелним стресом услед повишеног венског притиска, пружа патофизиолошку основу за развој кавернозног хемангиома.

## Дијагноза
Градијентно-ехо Т2ВИ магнетна резонанца (МРИ) је најосетљивија метода за дијагностиковање кавернозних хемангиома. МРИ је толико моћан алат за дијагнозу да је довео до повећања дијагнозе кавернозних хемангиома од појаве технологије 1980-их. Радиографски изглед се најчешће описује као облик „кокица“ или „дуда“. Компјутеризована томографија (ЦТ) није осетљива или специфична метода за дијагностиковање кавернозних хемангиома. Ангиографија обично није неопходна, осим ако није потребна да би се искључиле друге дијагнозе. Поред тога, биопсије се могу добити из туморског ткива за преглед под микроскопом. Неопходно је диференцијално дијагностиковати кавернозни хемангиом јер су третмани за ове лезије мање агресивни од третмана канцерогених тумора, као што је ангиосарком. Међутим, пошто је изглед МРИ практично патогномонични, биопсија је ретко потребна за верификацију.
На ултразвуку, кавернозни хемангиоми у јетри изгледају као хомогене, хиперехогене лезије са задњим акустичним појачањем. На ЦТ или МРИ скеновима, показују периферно глобуларно/нодуларно појачање у артеријској фази, са деловима слабљења подручја појачања. У порталној венској фази, показују прогресивно центрипетално појачање. У одложеној фази, показују задржавање контраста. Показују висок сигнал на Т2 пондерисаним сликама.

## Лечење
Асимптоматске лезије можда неће захтевати лечење, али ће можда бити потребно праћење било какве промене у величини. Промена величине лезија у носу, уснама или капцима може се лечити стероидним лековима како би се успорио напредак. Стероиди се могу узимати орално или убризгавати директно у тумор. Притисак на тумор такође се може користити за смањење отока на месту хемангиома. Поступак који користи мале честице за затварање дотока крви, познат као склеротерапија, подстиче смањење тумора и смањење бола; међутим, могуће је да тумор поново изгради доток крви након овог поступка. Ако лезија изазвана кавернозним хемангиомом уништава здраво ткиво око себе или ако пацијент има јаке симптоме, операција се може користити за уклањање кавернома по деловима. Уобичајена компликација операције је крварење и губитак крви. Хемангиом се такође може поново појавити након уклањања. Мождани удар или смрт су могући ризик.
Лечење церебралних кавернозних хемангиома укључује радиохирургију или микрохирургију. Приступ лечењу зависи од места, величине и присутних симптома, као и од историје крварења из лезије. Микрохирургија се генерално преферира ако је церебрални кавернозни хемангиом површински у централном нервном систему или је ризик од оштећења околног ткива од зрачења превисок. Велико крварење са погоршањем пацијента или симптоми који се не могу лечити (као што су напади или кома) су додатне индикације за микрохируршку интервенцију. Зрачење гама-ножем је омиљени механизам радиохирургије; оно обезбеђује прецизну дозу зрачења церебралном кавернозном хемангиому, а релативно штеди околно ткиво. Било је ограничених истраживања о коришћењу ових приступа лечењу кавернозних хемангиома у другим деловима тела.

### Прогноза
Неколико студија је радило на пружању детаља везаних за изгледе прогресије болести. Две студије показују да је сваке године 0,5% људи који никада нису имали крварење из кавернома мозга, али су имали симптоме напада, било погођено крварењем. Насупрот томе, пацијенти који су у прошлости имали крварење из кавернома мозга имали су већи ризик од накнадног крварења. Статистика за ово је веома широка, у распону од 4% до 23% годишње. Неке додатне студије сугеришу да су жене и пацијенти млађи од 40 година изложени већем ризику од крварења, али слично спроведене студије нису дошле до истог закључка. Међутим, када се кавернозни хемангиоми потпуно исеку, постоји веома мали ризик од раста или поновног крварења. Није прикупљено довољно података о животном веку пацијената са овом малформацијом да би се пружила репрезентативна статистичка анализа.

## Епидемиологија
Праву учесталост кавернозних хемангиома је тешко проценити јер се често погрешно дијагностикују као друге венске малформације. Кавернозни хемангиоми мозга и кичмене мождине (церебрални кавернозни хемангиоми (малформације) (ЦКМ)) могу се појавити у свим узрастима, али се обично јављају у трећој до четвртој деценији живота особе оба пола; ЦКМ је присутан код 0,5% популације. Међутим, приближно 40% оних са малформацијама има симптоме. Асимптоматски погођене особе су обично развиле малформацију спорадично, док су симптоматске особе обично наследиле генетску мутацију. 25% случајева ЦКМ су деца. Приближно 5% одраслих има хемангиоме јетре у Сједињеним Државама, али већина је асимптоматска. Хемангиоми јетре се обично јављају између 30. и 50. године живота и чешће код жена. Случајеви инфантилних кавернома јетре су изузетно ретки. Кавернозни хемангиом ока је чешћи код жена него код мушкараца, обично између 20 и 40 година.

### Значајне личности
- Расел Ерл Баклју (1968–2019), осуђеник на смрт у Мисурију и тужилац у случају Баклју против Пресајта [30]
- Алберто Контадор ( Шаблон:Born in ), шпански пензионисани бициклиста [31]
- Флоренс Грифит Џојнер (1959–1998), америчка атлетичарка [32]
- Луиз Круг (рођена око 1983 ), америчка ауторка мемоара Луиз: Измењено о њеној дијагнози[33]
- Рафаел Ловато млађи (рођен 1983), борац бразилског џију-џицуа и бивши ММА борац
- Фредерик Ма (рођен 1952), политичар и бизнисмен из Хонг Конга [34]
- Федерико Мелкиори (р. 1987), италијански фудбалер
- Марвин Морган (1983–2021), енглески фудбалер[35]
- Бујар Нишани (1966–2022), бивши председник Албаније[36]
- Џеф Тарпинијан (рођен 1987), амерички пензионисани фудбалски лајнбекер[37]
- Рајан Вестморланд (рођен 1990), амерички пензионисани бејзбол играч[38]

## Истраживање
У лечењу кавернозног хемангиома мозга, неурохирургија је обично одабрани третман. Потребна су истраживања о ефикасности лечења стереотактичком радиотерапијом, посебно на дужи рок. Међутим, радиотерапија се и даље проучава као облик лечења ако је неурохирургија превише опасна због локације кавернома. Генетички истраживачи и даље раде на одређивању узрока болести и механизма који стоји иза формирања крвних судова. Клиничка испитивања се спроводе како би се боље проценило када је прикладно лечити пацијента са овом малформацијом и којим методом лечења. Поред тога, спроводе се дугорочне студије јер нема информација везаних за дугорочне изгледе пацијената са каверномом. Постојећи регистар познат као Међународни регистар пацијената са кавернозним ангиомом прикупља информације од пацијената којима је дијагностикован каверном како би се олакшало откривање неинвазивних третмана.